# Rio Căpăstru
O Rio Căpăstru é um rio da Romênia, afluente do Plăieşti, localizado no distrito de Cluj.